# 晴れる道 〜宇宙人に合わせる顔がねぇ!〜
「晴れる道 〜宇宙人に合わせる顔がねぇ!〜」（はれるみち オメェらにあわせるかおがねぇ）は、JKのシングル。2006年5月31日にYOUR.から発売された。

## 概要
- 「晴れる道 〜宇宙人に合わせる顔がねぇ!〜」は、次長課長がJK名義でリリースした楽曲[3]。歌詞には次長課長のネタも含まれている。テレビアニメ『ケロロ軍曹』のオープニングテーマとして使用された[3]。エムティーアイのサービス「music.jp」のCMソングとしても使用された[3]。
- 「「親父」と呼ぶ日に」は、河本準一のソロ曲である[3]。
- 「この僕が」は、井上聡のソロ曲である[3]。

## 収録曲
（全作曲・編曲：小室哲哉）
1. 晴れる道 〜宇宙人に合わせる顔がねぇ!〜 [3:18]
歌：JK
作詞：JK
  - テレビアニメ『ケロロ軍曹』オープニングテーマ[3]
  - エムティーアイ「music.jp」CMソング[3]
2. 「親父」と呼ぶ日に [3:19]
歌：河本準一
作詞：前田たかひろ
3. この僕が [3:29]
歌：井上聡
作詞：KCO
4. 晴れる道 〜宇宙人に合わせる顔がねぇ!〜（カラオケ） [3:18]
5. 「親父」と呼ぶ日に（カラオケ） [3:19]
6. この僕が（カラオケ） [3:29]

## 収録アルバム
| 曲名                                   | 収録アルバム                | 発売日       | 規格品番   |
| -------------------------------------- | --------------------------- | ------------ | ---------- |
| 晴れる道 〜宇宙人に合わせる顔がねぇ!〜 | 『TKプロジェクト ガチコラ』 | 2006年7月5日 | YRCN-11083 |